# Villa Bagatelle
Pour les articles homonymes, voir Villa Bagatelle (homonymie).
La villa Bagatelle est une maison historique située à Québec dans le quartier Sillery au 1360 ave. James-LeMoine. La maison, avec son jardin à l'anglaise, est la propriété de la Ville de Québec qui l'utilise comme centre d'exposition ouvert au public. Depuis 1964, la villa Bagatelle est classée comme patrimoine immobilier associé au Site patrimonial de Sillery.

## Histoire
En 1849, Henry Atkinson fait construire sur sa propriété de Spencer Wood (voir parc du Bois-de-Coulonge), en banlieue de Québec, un petit cottage néogothique qu'il appellera Spencer Cottage ou Bagatelle, en rappel du domaine de Bagatelle, près de Paris, propriété de son ami lord Henry Seymour. Le jardinier paysagiste écossais Peter Lowe aménage les jardins du domaine selon les préceptes du mouvement pittoresque anglais. Incendiée en 1927, l'habitation est reconstruite par l'architecte Thomas Reid Peacock qui s'inspire de photographies de la villa pour la reconstruire en conservant son allure pittoresque.
Abandonnée et saccagée pendant une décennie (1973-1983), la villa est acquise en 1984 par l'ancienne ville de Sillery qui la restaure et la convertit en centre de diffusion culturelle avec l'aide du ministère des Affaires culturelles. Depuis 2002, la villa et son programme d'activités sont gérés par l'Arrondissement de Sainte-Foy–Sillery-Cap-Rouge.
La Villa Bagatelle et son jardin sont parmi les exemples les plus représentatifs de l'influence du courant pittoresque anglais à Québec, tant par l'architecture du bâtiment que par l'aménagement du jardin, composé de centaines de plantes exotiques et indigènes.

## Activités et services
- Expositions
- Jardin
- Aire de pique-nique
- Salle de réception

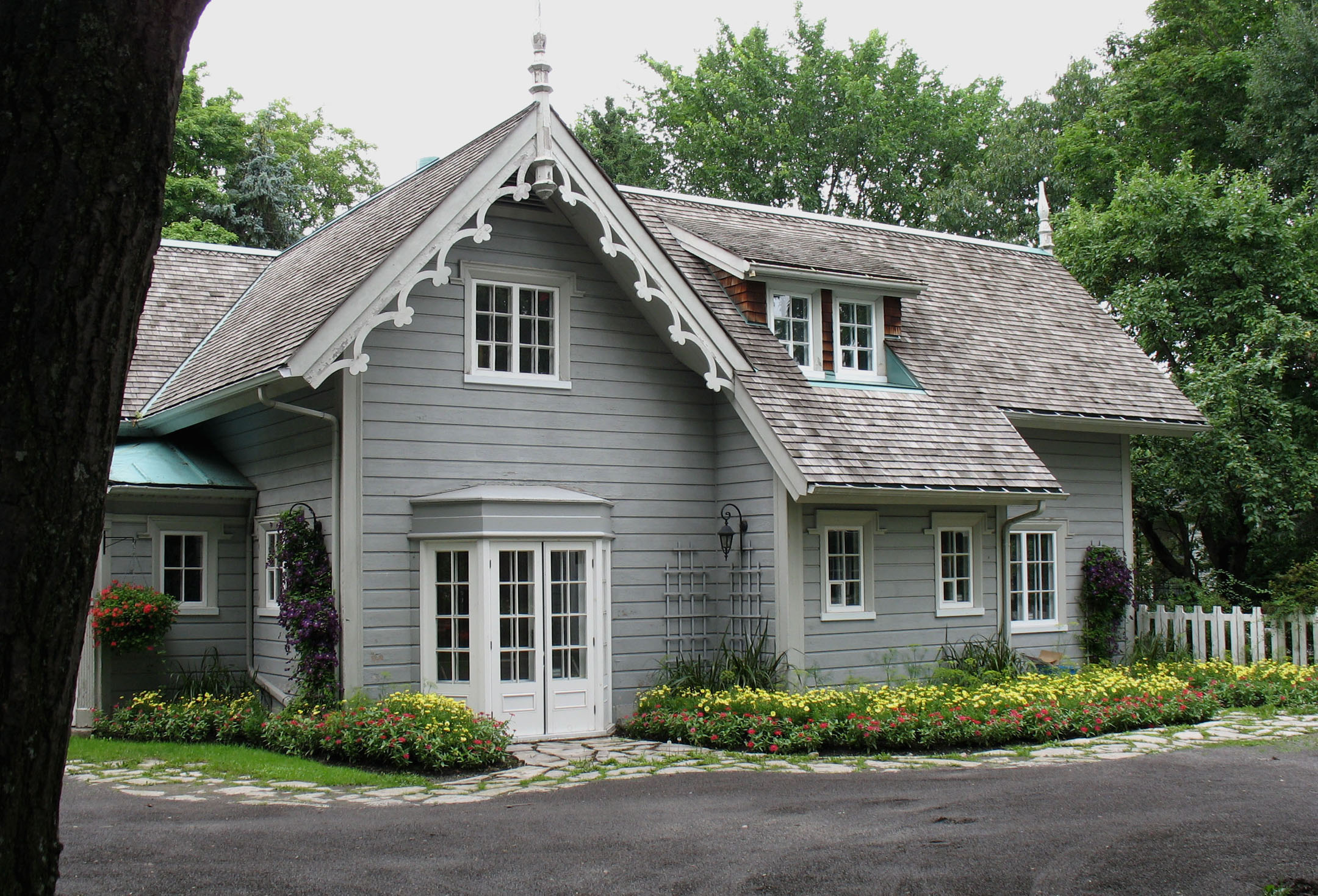
Villa Bagatelle
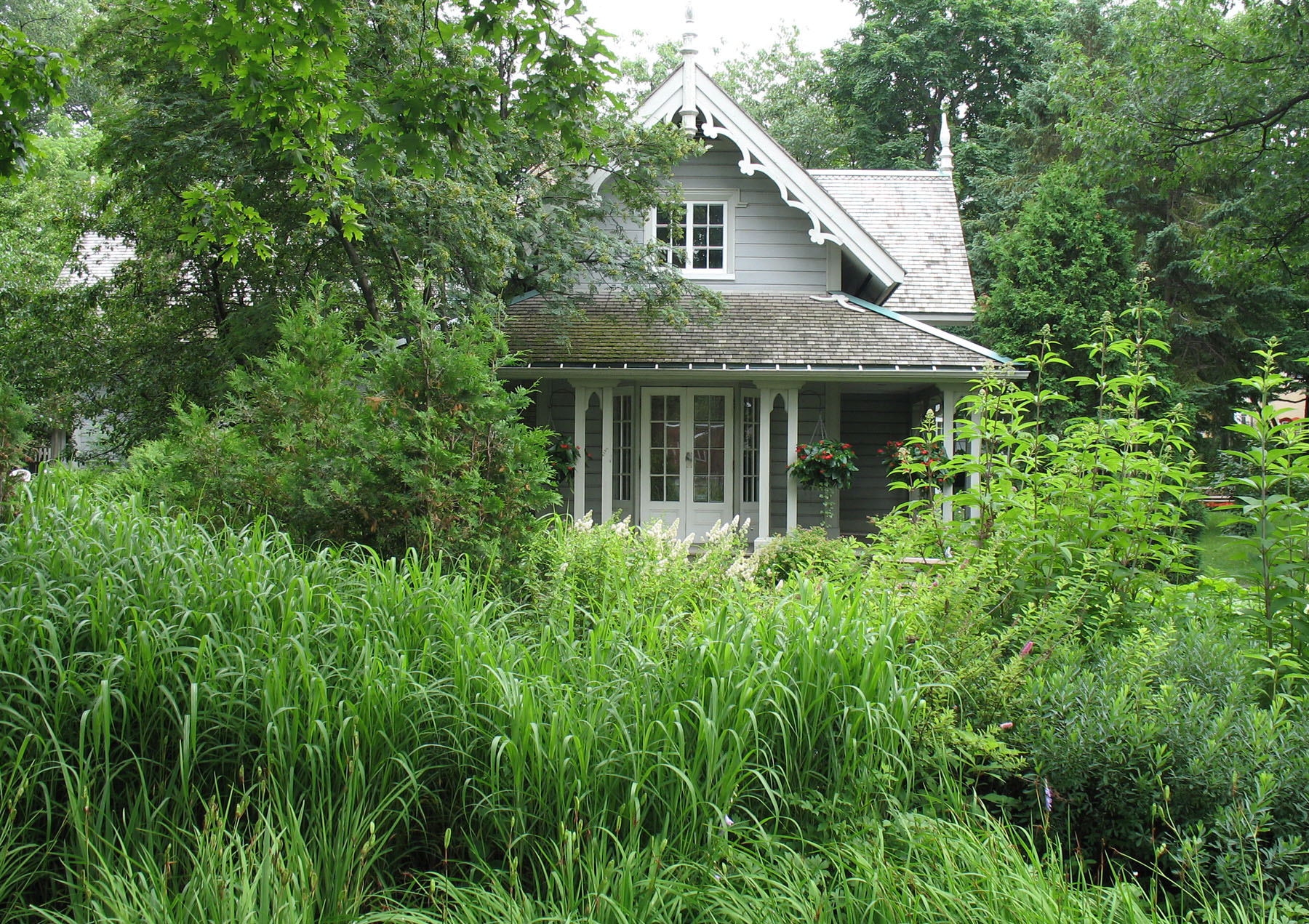
Villa Bagatelle
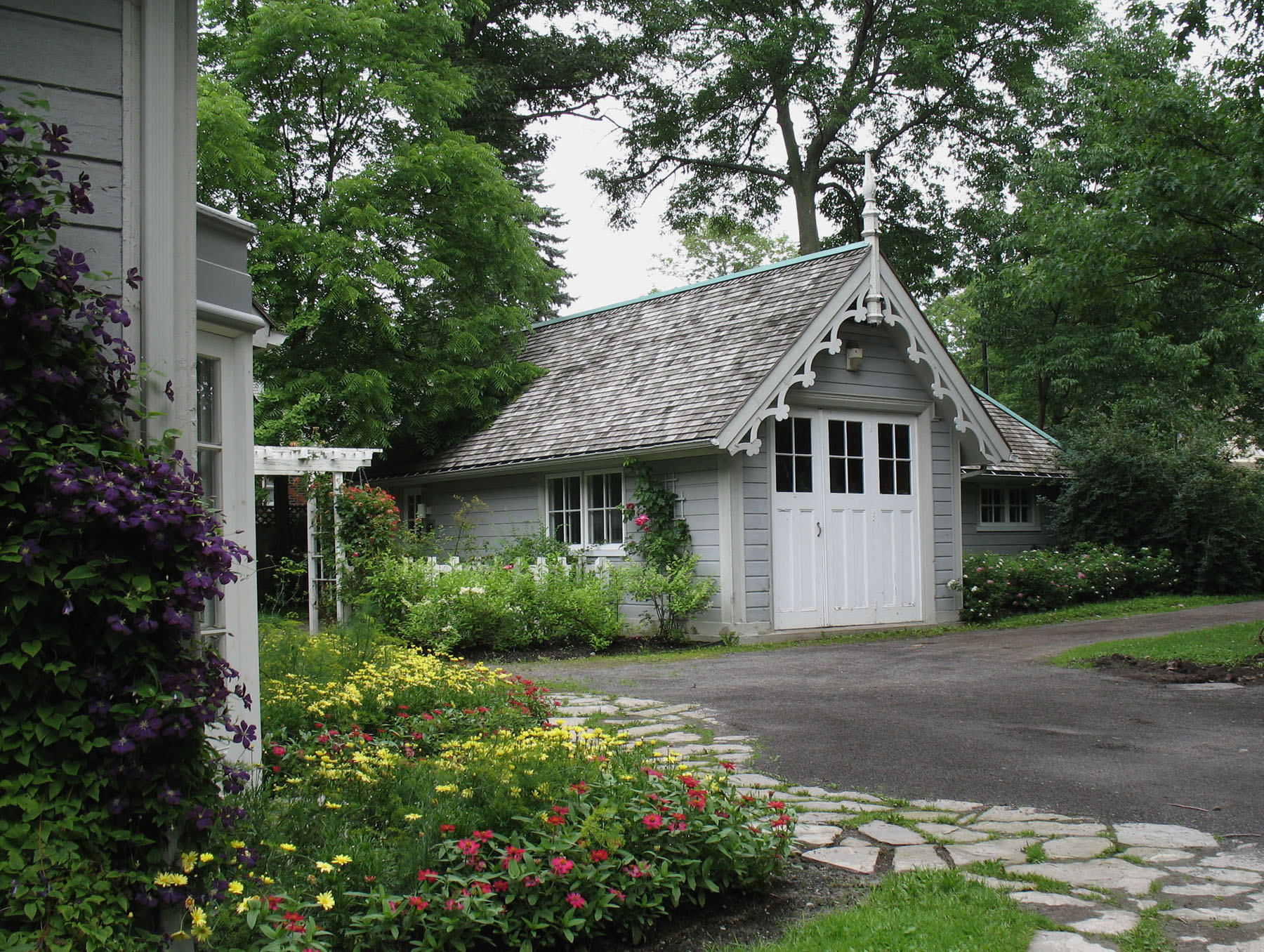
Villa Bagatelle, l'atelier